# Hermetic Brotherhood of Lux-or
I Hermetic Brotherhood of Lux-or sono un gruppo musicale sardo nato nel 2006.

## Storia

### Premesse e contesto
Se ad inizio anni '90, alcuni elementi della band erano attivi nel gruppo Grindcore Ass Ache, che aveva pubblicato le due cassette Mere Excess of this Earth (1990) e Bathos (1991), sul finire degli anni '90 alcuni di loro erano attivi nel gruppo di teatro, performing art ed improvvisazione musicale chiamato "8 afrodisiaci fatti in casa", con i loro rituali collettivi "che si nutrivano della neopsichedelia uscita dai 90" utilizzando poi il nuovo formato CD-R per la documentazione e l'archivio delle attività. In questo contesto nasceva il primo embrione dell'etichetta DIY chiamata Trasponsonic, gettando così le prime basi che portarono agli Hermetic Brotherhood of Lux-or, un gruppo con ispirazioni antropologiche e rituali che riprendeva emblematicamente il nome dalla Hermetic Brotherhood of Luxor di fine '800.

### 2006-2013: Gli Hermetic Brotherhood of Lux-or e la Trasponsonic
Se il nome Hermetic Brotherhood of Luxor girava già in questo contesto da tempo, fu nel 2007 che trovò concretezza nelle prime vere realizzazioni discografiche: I primi album furono distribuiti in formato digitale, come per Umungus Fungus del 2007, un "rituale micofago ispirato agli alimenti sacri", e poi i due concept album Urano1 (2008) e Urano3 (2008), entrambi viaggi intergalattici alla ricerca del pianeta simbolo della band chiamato pianeta dell'Acquario.
Nel 2009 pubblicano Saint Lux (Trasponsonic), un album ispirato al lavoro di Filippo Tommaso Marinetti e Antonin Artaud in un “rituale di incubazione all'interno di un muristenes della chiesa campestre di San Lussorio a Borore e dedicato alla Dea Bianca“ con sonorità pseudo-krautrock ed improvvisazioni quasi free jazz.
Nel 2011 fu invece la volta del primo volume della serie etnografica intitolato Ethnographies Vol. I – Musèe De L’Homme Hermètique (Trasponsonic), e l'anno dopo Ethnographies Vol. II – Musèe De L’Homme Hermètique (2012, Trasponsonic).

## Discografia

### Album in studio
- 2007 - Umungus Fungus
- 2008 - Urano1
- 2008 - Urano3
- 2009 - Saint Lux
- 2011 - Ethnographies Vol. I: Musèe De L'Homme Hermètique
- 2012 - Ethnographies Vol. II: Musèe De L'Homme Hermètique
- 2016 - Anacalypsis
- 2017 - Ethnographies Vol. III: Musèe De L'Homme Hermètique
- 2019 - Sex And Dead Cities
- 2023 - OHR

### Compilazioni
- 2011 - Occulto Compilation #1
- 2011 - Occulto Compilation #6
- 2018 - Gli Dei se ne sono andati, grazie per il vostro odio